# قرة بلاغ (سلطانية)
قرة بلاغ (بالفارسية: قره‌بلاغ) هي قرية تقع في إيران في قسم سلطانیة الریفي. يقدر عدد سكانها بـ 1,471 نسمة .